# Завоевание Лю Бэем провинции Ичжоу
Завоевание Лю Бэем провинции Ичжоу (212—215) — военный конфликт в Китае в конце существования империи Хань.

## Предыстория
После победы в битве у красной скалы Сунь Цюань предложил Лю Бэю, взявшему под контроль провинцию Цзинчжоу (荆州, территория современных провинций Хунань и Хубэй), вместе завоевать провинцию Ичжоу (益州, территория современных Сычуани и Чунцина), однако потом изменил своё мнение и категорически отговаривал Лю Бэя. Тем не менее Лю Бэй не оставил планов завоевать Ичжоу для себя.
В 211 году управлявший Ичжоу Лю Чжан узнал, что Цао Цао планирует напасть на Чжан Лу в Ханьчжуне. Так как Ханьчжун был стратегически важным местом — «воротами в Ичжоу» — Лю Чжан отправил Фа Чжэна для заключения союза с Лю Бэем. Под предлогом помощи Лю Чжану в завоевании Ханьчжуна Лю Бэй ввёл свои войска в Ичжоу.

## Ход событий

### Захват Цзямэнского прохода
Лю Бэй сам возглавил отправленный в Ичжоу экспедиционный корпус, оставив для обороны провинции Цзинчжоу Чжугэ Ляна, Чжао Юня, Гуань Юя и Чжан Фэя. Лю Чжан тепло приветствовал Лю Бэя, и предоставил ему ещё больше войск, а также провиант и снаряжение. Лю Бэй направился к Цзямэнскому проходу на границе между территориями Лю Чжана и Чжан Лу. Там Лю Бэй вместо того, чтобы напасть на Чжан Лу, остановился, и начал закрепляться на этих землях, готовясь к захвату Ичжоу.
В 212 году Пан Тун предложил Лю Бэю три плана на выбор: (1) быстро двинуться на Чэнду, (2) принять командование армиями Лю Чжана на севере и потом двинуться на Чэнду, (3) вернутся в Байдичэн и выждать. Лю Бэй выбрал второй план; он сообщил Лю Чжану, что ему нужно больше войск для того, чтобы отвлечь внимание Цао Цао от востока (где Цао Цао в это время напал на Сунь Цюаня), и потребовал 10 тысяч солдат и дополнительное продовольствие для помощи в защите Цзинчжоу. Лю Чжан дал ему только 4 тысячи солдат и половину запрошенного провианта.
Советник Лю Чжана Чжан Сун планировал сместить Лю Чжана и заменить его Лю Бэем. Его старший брат Чжан Су узнал о переговорах Чжан Суна с Лю Бэем, и сообщил о них Лю Чжану. Узнав о заговоре, Лю Чжан был поражён. Он казнил Чжан Суна, и приказал своим генералам перекрыть подходы к Чэнду, чтобы Лю Бэй не узнал о том, что Лю Чжан знает о его планах. Тем не менее Лю Бэй получил информацию от своих шпионов, и прежде, чем гонцы Лю Чжана добрались до генералов Ян Хуая и Гао Пэя, оборонявших Бошуйский проход, Лю Бэй призвал их к себе и убил под предлогом того, что они были непочтительны с ним. После этого Лю Бэй повёл войска для атаки Фучэна.

### Стратегия подкупа
Весной 213 года Лю Чжань отправил против Лю Бэя генералов Лю Гуя, Лин Бао, Чжан Жэня, Дэн Сяня и У И, но они были разбиты и вынуждены отступить к Мяньчжу, а У И перешёл на сторону Лю Бэя. На замену У И были посланы Ли Янь и Фэй Гуань, но они также сдались Лю Бэю. В то время солдаты Лю Чжана не имели большого боевого опыта и имели низкую мораль, поэтому он не решился репрессировать семьи предателей; Лю Бэй же обещал деньги и звания тем, кто перейдёт на его сторону, поэтому на пути Лю Бэя к уезду Ло большинство генералов Лю Чжана перешло к нему.

### Оборона Ло
Остатки войск Лю Чжана принял под командование его сын Лю Синь, который отступил к административному центру уезда Ло для соединения с Лин Бао. Лю Бэй окружил город, и его советник Пан Тун лично возглавил атаку, но она была отбита, а сам Пан Тун был убит стрелой. Тогда началась осада, вынудившая Лю Бэя вызвать подкрепления из провинции Цзинчжоу. Чжан Фэй повёл армию на Цзянчжоу, где захватил в плен генерала Янь Яня, после чего прорвал слабую оборону противника на реке Дяньцзян и соединился с Лю Бэем; Чжао Юнь и Чжугэ Лян прибыли другой дорогой.

### Падение Чэнду
После более чем года осады Ло пал, но Лю Чжан продолжал удерживать Чэнду. Лю Бэй сумел привлечь на свою сторону Ма Чао — вассала Чжан Лу, бывшего главу провинции Лянчжоу. Когда жители Чэнду увидели подход ещё одной армии, то всё равно хотели сражаться, но Лю Чжан сказал, что он не может позволить гибели людей из-за него одного, открыл ворота и сдался Лю Бэю. Заняв Чэнду, Лю Бэй опустошил его казну, чтобы наградить своих офицеров, а также позволил солдатам разграбить город. Лю Бэй забрал у Лю Чжана печать правителя Ичжоу, и выслал его в Гунъань.
Лю Бэй женился на сестре У И, а своим старым и новым сторонникам раздал ранги и титулы. Мягкое законодательство, применявшееся в Ичжоу Лю Чжаном, было заменено на более строгое.

## Итоги и последствия
Услышав, что Лю Бэй захватил Ичжоу, Сунь Цюань отправил к нему послов, требуя возврата южной части Цзинчжоу, но Лю Бэй ответил, что вернёт Цзинчжоу только после того, как захватит Лянчжоу. Разъярённый словами Лю Бэя Сунь Цюань отправил Люй Мэна и Лин Туна на завоевание южной части Цзинчжоу. Лю Бэй был вынужден вернуться в Гунъань для организации отпора, но когда до него дошли известия о том, что Цао Цао планирует напасть на Ханьчжун, он заключил с Сунь Цюанем договор о границе.